# Paweł (Grigorjew)
Paweł, imię świeckie Aleksandr Wiaczesławowicz Grigorjew (ur. 30 czerwca 1974 w Szczorsie) – rosyjski biskup prawosławny.

## Życiorys
Ukończył studia na Czelabińskim Państwowym Uniwersytecie Technicznym na kierunku konstrukcja i technologia środków radioelektronicznych w 1996 i przez dwa kolejne lata pracował zgodnie z wykształceniem. Chrzest przyjął w wieku 18 lat, zaś w 1998 wstąpił jako posłusznik do monasteru św. Michała Archanioła w Kozysze. W klasztorze wykonywał różne zadania, był m.in. dziekanem i proboszczem placówki filialnej we wsi Wierch-Czik. Jego postrzyżyn mniszych dokonał 10 lipca 1998 przełożony wspólnoty hieromnich Artemiusz, który nadał mu imię zakonne Paweł na cześć św. Pawła Apostoła. Święceń diakońskich i kapłańskich udzielił mu biskup nowosybirski i berdski Sergiusz odpowiednio w dniach 12 września i 26 grudnia 1998. 
W latach 1999–2004 uczył się zaocznie w seminarium duchownym w Tomsku, zaś w 2009, również zaocznie, ukończył studia teologiczne na Kijowskiej Akademii Duchownej. Od 2006 do 2010 służył w placówce filialnej monasteru w Kozysze – w cerkwi Ikony Matki Bożej „Szybko Spełniająca Prośby” w Mocziszczu. Równocześnie od 2006 wykładał w Prawosławnym Instytucie Teologicznym św. Makarego w Nowosybirsku, w 2009 przemianowanym na seminarium duchowne.
W 2012 został przełożonym monasteru w Kozysze z godnością ihumena. Od 2013 do 2015 kierował parafią św. Włodzimierza w Nowosybirsku, od 2014 kierował ponadto eparchialną komisją zajmującą się monasterami i życiem mniszym. 
24 grudnia 2015 Święty Synod Rosyjskiego Kościoła Prawosławnego nominował go na biskupa koływańskiego, wikariusza eparchii nowosybirskiej. W związku z tym następnego dnia otrzymał godność archimandryty. Jego chirotonia biskupia odbyła się 8 stycznia 2016 w soborze Zaśnięcia Matki Bożej w Moskwie pod przewodnictwem patriarchy moskiewskiego i całej Rusi Cyryla. 
W 2018 r. został przeniesiony na katedrę jejską. Od 30 sierpnia 2019 r. jest również ordynariuszem eparchii duszanbeńskiej, z tytułem biskupa duszanbeńskiego i tadżyckiego.
W 2024 r. Święty Synod Rosyjskiego Kościoła Prawosławnego mianował go biskupem władywostockim i nadmorskim. W grudniu tego samego roku otrzymał godność metropolity.